# Jóvenes Tunecinos
Los Jóvenes Tunecinos (en francés Jeunes Tunisiens) fueron una organización política de Túnez, creada en 1907. De ideología liberalista, nacionalista y secular, abanderaron la lucha por los derechos tunecinos hasta 1911; y posteriormente el movimiento anticolonialista francés hasta las postimetrías de la Gran Guerra, cuando su actividad fue relevada por el abrumador partido político Destour. Propagaban su ideología esencialmente a través de la revista Le Tunisien, que crearon también en 1907 para dar voz a sus demandas.

## Breve contextualización histórica
La invasión francesa de Túnez de 1881 convirtió a la región, hasta entonces parte del Imperio otomano, en protectorado de Francia. Los sentimientos anticolonialistas emergieron a principios del siglo XX, y entre ellos destaca el primer movimiento nacionalista tunecino: los Jóvenes Tunecinos, creado en 1907 y liderado por Béchir Sfar y Ali Bach Hamba. En realidad, el grupo, que afirmaba tener un millar de seguidores, estaba en un principio formado por un pequeño número de militantes, procedentes de la numerosa población mameluca que constituía la clase dirigente turca otomana.

## Evolución ideológica de los Jóvenes Tunecinos

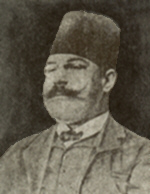
Béchir Sfar

Se pueden distinguir dos etapas en la formación ideológica de los Jóvenes Tunecinos: la primera, de 1907 hasta 1910, en la que no se condenaba la colonización francesa, y sus demandas estaban focalizadas en la mejora de las condiciones de vida de los tunecinos bajo el sistema político del protectorado; y la segunda etapa, iniciada en 1910 a raíz de las protestas estudiantiles en la Universidad de Ez-Zitouna, con las que emergieron las hostiliades entre el partido y el gobierno francés. Esta etapa duró hasta aproximadamente el 1920, cuando el Destour substituyó a los Jóvenes en el liderazgo de la lucha anticolonialista y nacionalista tunecina.

### Primera etapa (1907-1910)
Los líderes de los Jóvenes Tunecinos, al igual que otras personalidades nacionalistas tunecinas contemporáneas, estuvieron fuertemente influidos por las doctrinas salidas del Collège Sadiki, la primera institución de enseñanza secundaria moderna de Túnez, creada en 1875 a instancias del visir Khayr al-Din Pachá. 

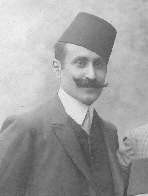
Ali Bach Hamba

Además, su nacimiento está íntimamente relacionado con la tendencia nacionalista que había empezado en Turquía con los Jóvenes Turcos de Kemal Atatürk y se estaba extendiendo por el mundo árabo-islámico (como en la vecina Argelia, con los Jóvenes Argelinos, o en Egipto). 
Para dar visibilidad a las ideas del partido y a sus demandas, se fundó en 1907 el periódico semanal Le Tunisien. Su eslogan era “Organe hebdomadaire des intérêts indigènes” (“La voz semanal de los nativos”).
En líneas generales, durante los primeros años de su existencia, la ideología de los Jóvenes Tunecinos representaba una simbiosis entre la tradicionalidad religiosa y la modernidad social y económica. Abogaban por una política de tendencia reformista en varios ámbitos, y reclamaban desde la gratuidad y obligatoriedad de la educación, hasta la urgente necesidad de dotar a los tunecinos de competencias básicas y formación laboral para dinamizar la economía. Además, reclamaban una mayor protección de las libertades civiles de los tunecinos en el sistema judicial. No obstante, no se renegaba del sistema político que representaba el protectorado francés. De hecho, tras su participación en el Congreso sobre el norte de África en París (celebrado del 6 al 8 de octubre de 1908), se dejó claro que el partido no buscaba condenar el orden colonial. Más bien, sus reivindicaciones se centraban en la mejora de las condiciones de vida bajo el dominio francés. 
En definitiva, su ideología se enmarcaba dentro del respeto y conservación de la esencia propia tunecina, negándose a ser asimilados por la cultura de la metrópolis; pero intentando utilizar la presencia francesa en Túnez como medio para facilitar la transición de su propia sociedad hacia la plena participación del país en el mundo del desarrollo europeo y occidental.

#### Repercusión en Francia
En ese momento, las demandas de los Jóvenes Tunecinos tuvieron todo tipo de acogida entre la administración francesa. Se encontraron con la aceptación de algunos periodistas como Paul Bourde, del diario Le Temps, o Paul Degony de la Presse Coloniale. También de cierta intelectualidad francesa, como es el caso de Charles Geniaux, prestigioso novelista y poeta.
Sin embargo, también hubo quienes se opusieron firmemente a los objetivos de los Jóvenes Tunecinos. Victor de Carnières, quien había ocupado la presidencia de la Chambre d'agriculture desde 1896 y había fundado el periódico francófono Le Colon Français, tachó a Le Tunisien de "cortina de humo para ocultar los preparativos de la guerra contra los franceses", acusación posteriormente negada por los partidarios del movimiento. Incluso Ali Bach Ḥamba declaró que desde la creación de los Jóvenes no se había parado de buscar el acercamiento entre los franceses y los indígenas (tunecinos).

### Segunda etapa (1910-1920)
A raíz de las protestas estudiantiles en la Universidad de Zeitoune (1910), se suspendieron todas las clases y se impusieron severas sanciones a los líderes de la huelga. Fue esta respuesta del gobierno francés a las insurgencias de los estudiantes lo que provocó un cambio en la deriva ideológica de los Jóvenes Tunecinos. 

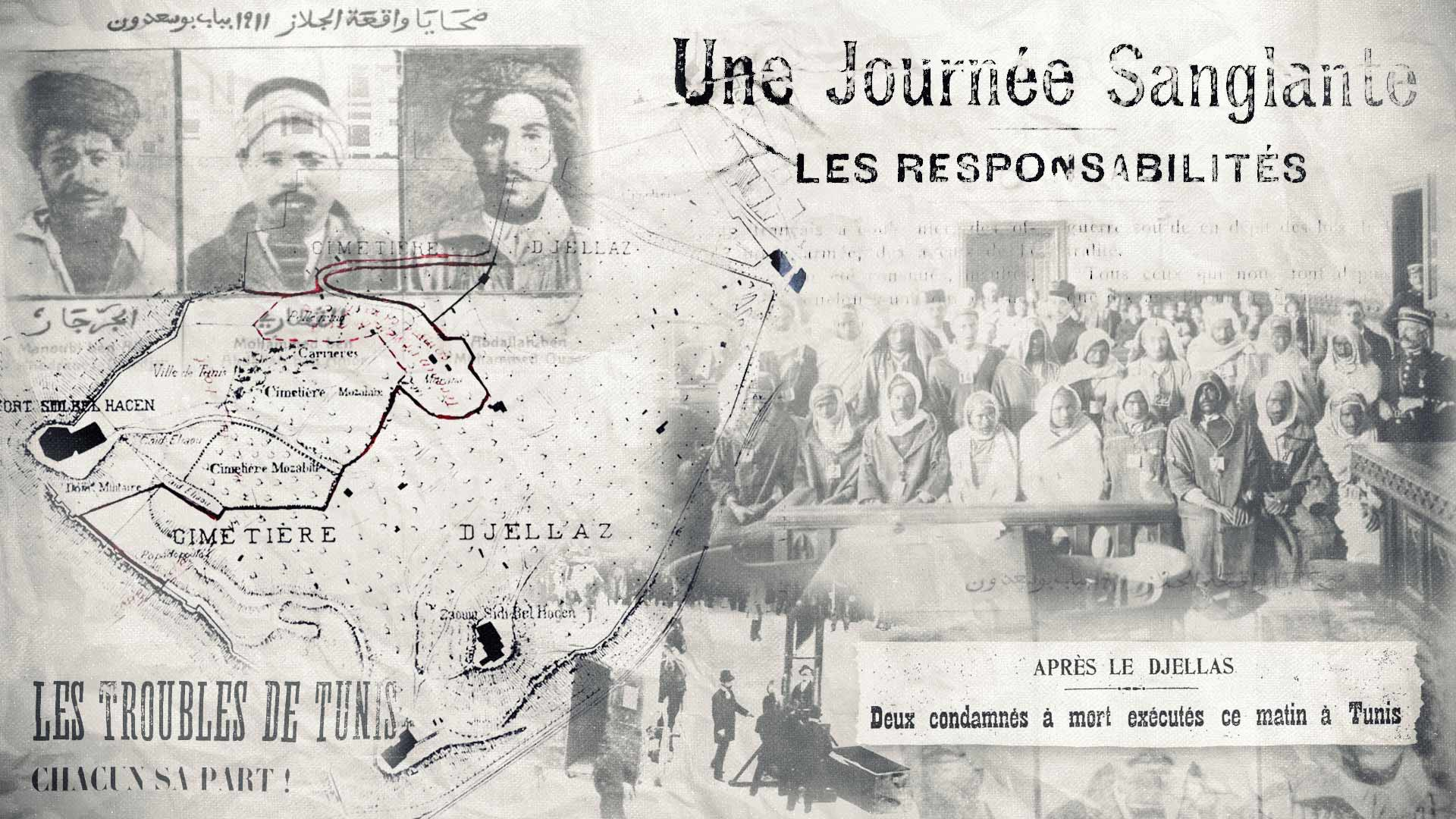
Noticia sobre los acontecimientos en el cementerio de Jellaz

A partir de este momento, las protestas contra los dirigentes del Protectorado fueron constantes. En los próximos años se producirán episodios como el altercado en el cementerio de Jellaz (1911), ⁣que se sellarán con la muerte de ocho europeos (italianos, noruegos, franceses) y un número indeterminado de tunecinos. Un año más tarde, en 1912, se produjo la emblemática huelga de tranvías, situación que fue aprovechada por Bach Hamba para hacer un llamamiento a una mejora en los derechos de los ciudadanos tunecinos y a la movilización permanente. A raíz de este episodio, el 13 de marzo de 1912 la policía francesa detuvo a varios nacionalistas tunecinos, entre los que se encontraban Ali Bach Hamba, Abdelaziz Thaalbi y Hassan Guellaty, quienes fueron posteriormente expulsados de Túnez. De igual forma, se puso fin al periódico semanal Le Tunisien.

#### Relación con los “Viejos Turbantes”
El programa modernizador y secular de los Jóvenes Tunecinos entró en conflicto con un grupo de viejos tradicionalistas, conocidos como los Viejos Turbantes, quienes se encontraban relativamente cómodos dentro del sistema político del protectorado —pues los franceses habían demostrado, en un principio, respetar la religión e instituciones islámicas—. No obstante, en 1919 el gobierno abrió a la colonización las tierras habous (terreno bajo control de las entidades religiosas), y la relación entre los Viejos Turbantes y los dirigentes del protectorado quedó fatalmente mermada. A partir de ese momento se formó una alianza ecléctica entre los Jóvenes Tunecinos y los Viejos Turbantes. 
Además, en ese contexto de posguerra, el mundo se vio envuelto en el oleaje de idealismo inspirado por los Catorce Puntos de Woodrow Wilson, presidente de EE. UU.. Animados por el derecho wilsoniano a la autodeterminación de los pueblos, una delegación de Jóvenes Tunecinos y Viejos Turbantes viajó a París para defender el caso de Túnez ante el presidente Wilson y la Conferencia de Paz de París. No obstante, la fracasada misión dejó a los Jóvenes debilitados, pues en la conferencia no se planteó la situación del estado del norte de África, ni tampoco se logró crear alianzas significativas con los izquierdistas franceses. De este modo, después de la guerra los movimientos nacionalistas de liberación tunecinos quedaron monopolizados por el partido Destour, mucho más radicalizado, y dirigido por el propio Thaalbi.